# Горнє Ігране
Горнє Ігране (хорв. Gornje Igrane) — населений пункт у Хорватії, у Сплітсько-Далматинській жупанії у складі громади Подгора.

## Населення
Населення за даними перепису 2011 року становило 3 осіб.
Динаміка чисельності населення поселення:

## Клімат
Середня річна температура становить 11,61 °C, середня максимальна – 23,56 °C, а середня мінімальна – -0,92 °C. Середня річна кількість опадів – 896 мм.
| Клімат поселення                              | Клімат поселення | Клімат поселення | Клімат поселення | Клімат поселення | Клімат поселення | Клімат поселення | Клімат поселення | Клімат поселення | Клімат поселення | Клімат поселення | Клімат поселення | Клімат поселення | Клімат поселення |
| Показник                                      | Січ.             | Лют.             | Бер.             | Квіт.            | Трав.            | Черв.            | Лип.             | Серп.            | Вер.             | Жовт.            | Лист.            | Груд.            |                  |
| Середній максимум, °C                         | 8,57             | 7,96             | 10,71            | 13,96            | 18,78            | 22,74            | 23,56            | 23,51            | 19,63            | 15,71            | 11,10            | 8,81             |                  |
| Середня температура, °C                       | 4,14             | 3,53             | 6,26             | 9,52             | 14,34            | 18,30            | 20,40            | 20,34            | 16,46            | 12,53            | 7,92             | 5,65             |                  |
| Середній мінімум, °C                          | −0,3             | −0,92            | 1,83             | 5,07             | 9,89             | 13,86            | 17,23            | 17,17            | 13,29            | 9,36             | 4,76             | 2,48             |                  |
| Норма опадів, мм                              | 81               | 73               | 74               | 74               | 60               | 55               | 36               | 52               | 73               | 101              | 117              | 100              |                  |
| Середньомісячна швидкість вітру, м/с          | 3.93             | 4.30             | 4.14             | 3.78             | 3.29             | 2.99             | 2.95             | 2.89             | 3.32             | 3.59             | 4.35             | 4.54             |                  |
| Середньомісячна сонячна радіація, кДж/м²·день | 5647             | 8275             | 12026            | 16260            | 19765            | 22705            | 24504            | 21556            | 16179            | 10542            | 6150             | 4780             |                  |
| --------------------------------------------- | ---------------- | ---------------- | ---------------- | ---------------- | ---------------- | ---------------- | ---------------- | ---------------- | ---------------- | ---------------- | ---------------- | ---------------- | ---------------- |
| Джерело:                                      |                  |                  |                  |                  |                  |                  |                  |                  |                  |                  |                  |                  |                  |